# Pinchas Goldstein

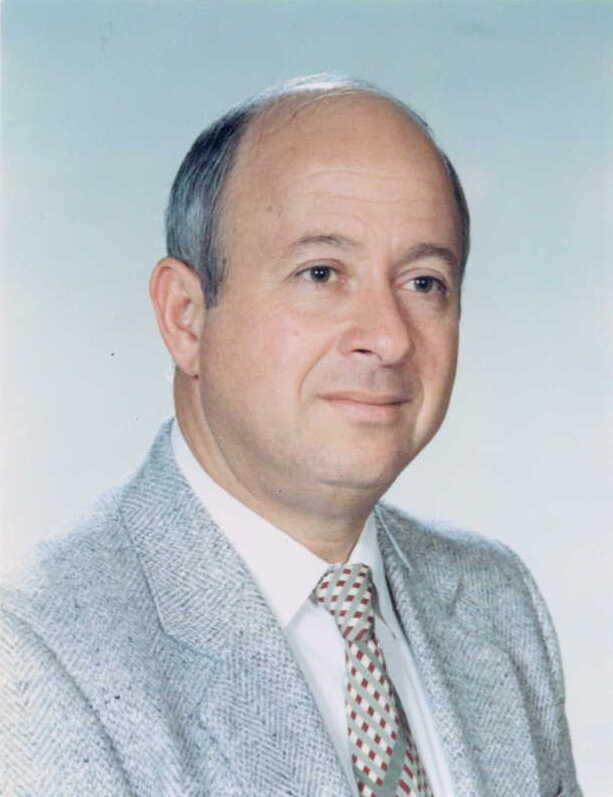
Pinchas Goldstein

Pinchas Goldstein (hebräisch פנחס גולדשטיין‎, * 26. August 1939 in Tel Aviv, Völkerbundsmandat für Palästina; † 14. August 2007 in Kfar Saba, Israel) war ein israelischer Politiker.

## Leben
Goldstein graduierte an der Haifa militairy school of command und studierte am Tel-Aviv-Zweig der Hebrew University of Jerusalem Rechtswissenschaften ohne Graduierung. Er war Mitglied des Verwaltungsrats der Israel Electric Corporation von 1978 bis 1981, und Mitglied der Executive of World Zionist Organization von 1978 bis 1982.

## Politik
Halpert war von der 10. bis zur 12. Legislaturperiode Knessetabgeordneter. Zuerst war er Knessetabgeordneter des Likud (1981–1990), anschließend war er Knessetabgeordneter des Miflaga Libralit Chadascha (1990–1992). Des Weiteren war er in der 24. Legislaturperiode vom 2. Juli – 20. November 1990  als Abgeordneter der Miflaga Libralit Chadascha  stellvertretender Verkehrsminister und in der 24. Legislaturperiode vom  20. November 1990 – 13. Juli 1992 als Abgeordneter der Likud stellvertretender Bildungsminister.